# New York Film Critics Circle Awards 1937
La 3ª edizione della cerimonia dei New York Film Critics Circle Awards si è tenuta il 9 gennaio 1938 ed ha premiato i migliori film usciti nel corso del 1937.

## Vincitori e candidati

### Miglior film
- Emilio Zola (The Life of Emile Zola), regia di William Dieterle
- Capitani coraggiosi (Captains Courageous), regia di Victor Fleming

### Miglior regista
- Gregory La Cava - Palcoscenico (Stage Door)
- Victor Fleming - Capitani coraggiosi (Captains Courageous)

### Miglior attore protagonista
- Paul Muni - Emilio Zola (The Life of Emile Zola)
- Spencer Tracy - Capitani coraggiosi (Captains Courageous)

### Miglior attrice protagonista
- Greta Garbo – Margherita Gauthier (Camille)
- Katharine Hepburn - Palcoscenico (Stage Door)

### Miglior film in lingua straniera
- Mayerling, regia di Anatole Litvak • Francia
- Il deputato del Baltico (Депутат Балтики), regia di Iosif Efimovič Chejfic ed Aleksandr Zarkhi • Unione Sovietica